# Les Armes de la nuit
Les Armes de la nuit est un court roman de l'écrivain Vercors, rédigé initialement en 1945 et publié en 1946 aux éditions de Minuit. 
Il se compose de deux parties : Eurydice puis Orphée. Sa suite, La Puissance du jour, est publiée en 1951 aux éditions Albin Michel. Dans cette dernière édition, l'auteur justifie son intention de départ : « Quand, pendant l'été 1945, il assista au retour des déportés, ce n'est pas l'envie d'écrire, c'est l'envie de hurler qui lui fait composer Les Armes de la nuit. »

## Résumé
Le récit s'ouvre sur les retrouvailles du narrateur avec son ami Pierre Cange, résistant exemplaire pendant l’Occupation et tout juste revenu du camp de concentration de Hochswörth en Allemagne. Le comportement de ce dernier est pour le moins étrange. Outre la détérioration physique, le narrateur constate un bouleversement émotionnel et une incapacité à raconter son expérience concentrationnaire. Pierre semble cacher quelque chose, et ni sa mère ni sa fiancée Nicole ne parviennent à le sortir de son désespoir. Cynique et misanthrope, Pierre se réfugie sur une petite île déserte au cœur de la Bretagne, et c'est à force d'obstination et de patience que le narrateur parvient à lui arracher la confession suivante. Après des mois d'humiliation, de privations et de mauvais traitements, Pierre, devenu une ombre humaine, jette un jeune camarade encore agonisant dans le four crématoire, sous la menace d'un SS.

Il devient par la suite un membre de Sonderkommando, jusqu'à sa libération où il manque de mourir du typhus. Plus tard, à sa libération, c’est donc un homme détruit qui fuit la société, sa famille, l’amour de sa vie, clamant qu’il a perdu pour toujours sa « qualité d’homme ». L'horreur cohabite avec la compassion : le cas Pierre Cange semble sur le moment insoluble, et le narrateur conclut le récit par un aveu désarmant d'impuissance :
« Que peut-on faire contre l'implacable sentiment que Pierre exprimait par ces mots ?
« J'ai perdu ma qualité d'homme » ? Qui la lui ferait retrouver, – sinon lui-même ? Il ne servirait de rien de lui dire : « C'est nous qui implorons votre pardon ». Certes, je ne l'abandonnerai pas. Mais comment le convaincre ? Que peut-on espérer ?
Je ne sais pas.

Je ne sais pas. Je ne sais pas. »

## Adaptation
Une adaptation éponyme en noir et blanc a été portée au petit écran par Gilbert Pineau en 1964. Le texte est adapté par Simone Cendrar. Le rôle de Pierre Cange est incarné par l'acteur Guy Kerner.
Par ailleurs, Les Armes de la nuit et La Puissance du jour ont bénéficié d'une réécriture modernisée, unissant les deux ouvrages : il s'agit du Tigre d'Anvers (Paris, Plon, 1986). Vercors modifie quelque peu le scénario. Le narrateur est un homme né après-guerre, sans aucun lien avec les protagonistes d'origine. Il se fait raconter la vie de Pierre par un vieux mathématicien nommé Lebraz, lequel lui confie même certains documents personnels afin de comprendre au mieux son parcours.